# Agostino Tolosano
Agostino Tolosano (1188 – 1226) è stato uno storico e religioso italiano.

## Biografia
Fu maestro di teologia e lingua latina e fu canonico diacono della cattedrale di Faenza. Morì a seguito di una paralisi che lo colpì nel 1219.

## Chronicon Faventinum
Storia di Faenza dal 20 a.C. fino al 1219, continuata da un anonimo fino al 1236: ben informato sugli eventi del XII secolo, si rifà a miti e leggende per la parte anteriore.